# Théobald Dezanneau
Théobald Dezanneau est un homme politique français né le 1er septembre 1820 à Nantes (Loire-Atlantique) et décédé le 8 octobre 1875 à Nantes.

## Biographie
Théobald Dezanneau est le fils d'Augustin Dézanneau, maire de Liré, et de Joséphine Sagory. Marié avec  Marie Louise Calvé (nièce de Louis-Hyacinthe Levesque), il est le beau-père de Henri Marie Julien La Roche, zouave pontifical, de Raoul Papin de La Clergerie, conseiller général, et de Jean Marie Anne Desgrées du Loû.
Propriétaire exploitant à Missillac (manoir de La Haye Eder), il est conseiller d'arrondissement et vice-président du comice agricole. Il est représentant de la Loire-Inférieure de 1871 à 1876, siégeant avec les légitimistes. Il est inscrit à la réunion des Réservoirs et fait partie du groupe dit des "chevau-légers". 
Il assiste aux pèlerinages de Chartres et de Paray-le-Monial, signe la proposition de rétablissement de la monarchie, ainsi que l'adresse des députés syllabistes au Pape.

## Sources
- « Théobald Dezanneau », dans Adolphe Robert et Gaston Cougny, Dictionnaire des parlementaires français, Edgar Bourloton, 1889-1891 [détail de l’édition]